# Nanchang Q-5
Il Nanchang Q-5 (nome in codice NATO Fantan) è un aereo da attacco al suolo bimotore a getto ad ala media sviluppato nella Repubblica Popolare Cinese negli anni cinquanta e prodotto dagli anni settanta in poi. Il suo impiego principale è il Close Air Support.
Derivato dal Mikoyan-Gurevich MiG-19, costruito su licenza in Cina, è ancora oggi, nelle sue versioni più recenti, in servizio operativo, impiegato principalmente dalla Zhongguo Renmin Jiefangjun Kongjun, l'aeronautica militare cinese, e da un ristretto numero di forze aeree dell'area asiatica.

## Storia

### Sviluppo
La fabbrica di Nanchang produsse il Mikoyan-Gurevich MiG-19 su licenza sin dalla sua introduzione sul mercato. Mentre la fabbrica di Shenyang cessò la produzione di J-6 molto presto, quella di Nanchang iniziò la costruzione di un derivato del MiG-19, il Q-5 appunto.
I lavori cominciarono nei primi anni sessanta. Il MiG-19 / J-6 era l'aeroplano più avanzato che la Cina era in grado di costruire in quel tempo e così sembrava una base di partenza ragionevole per un aereo d'attacco al suolo. Il primo prototipo compì il suo primo volo il 5 giugno del 1965. La produzione fu ritardata dalla rivoluzione culturale, ma negli anni '70 l'aereo era prodotto su larga scala, esportato in Albania, Bangladesh, Egitto, Iran, Iraq, Corea del Nord, Pakistan, Somalia, Tanzania, Vietnam e Zambia come A-5. Prese parte ai combattimenti nella guerra indo-pachistana del 1971 e durante la guerra tra Iran e Iraq negli anni ottanta.
Il Q-5 usava la coda ed il carrello dello J-6, ma aveva un muso totalmente riprogettato, con un radome a punta e prese d'aria laterali. Il cono del radome doveva ospitare un radar, ma esso non fu mai installato. La fusoliera era il 25% più larga di quella di un normale J-6. Anche le ali erano nuove e l'armamento consisteva in un cannone da 23 mm su ciascuna radice alare, un passo indietro rispetto allo J-6.
La cronologia delle varianti del Q-5 rimane confusa, ma la produzione iniziale aveva un comparto interno per due bombe da 250 o 500 kg e ci sono voci che questo servisse per caricare armi nucleari. Inoltre le prime macchine avevano tre piloni per semiala più due piloni ventrali. L'armamento consisteva di bombe tradizionale, bombe a grappolo, razziere e missili aria-aria a ricerca di calore.
La produzione iniziale si evolse nel Q-5I nei primi anni ottanta. Il comparto interno fu rimpiazzato da un serbatoio di combustibile e vennero aggiunti due piloni sotto il ventre, dietro agli originali, arrivando ad un totale di dieci. Il Q-5I aveva anche un seggiolino eiettabile a razzo, motori aggiornati, un parafreno simile a quello dello J-6 alla base della deriva ed un certo numero di migliorie strutturali. Anche la marina cinese ebbe il Q-5I, il quale poteva caricare due siluri od un missile antinave C-801, simile allo Exocet francese. Fonti cinesi affermano che anche l'avionica sia stata aggiornata con un radar, HUD, un calcolatore di tiro, un telemetro laser e la possibilità di usare bombe a guida laser.
Il Q-5I fu seguito nella metà degli anni ottanta dal Q-5IA, con altri due piloni alari, più esterni, quattro missili aria-aria, un sistema di rifornimento aggiornato e nuova avionica. Fu chiamato anche A-5C o A-5III per l'esportazione. Ci fu anche un Q-5II, praticamente un Q-5IA con un sistema di contromisure elettroniche migliorato.
Il carico esterno di un Q-5 era solo per 2 000 kg, mentre il raggio d'azione era limitato senza serbatoi esterni. Oltretutto, l'avionica era molto semplice rispetto a quella occidentale ed anche i motori cinesi richiedevano più spesso revisioni. In compenso il Q-5 era molto economico, molto robusto e dolce da pilotare a bassa quota, cose molto importanti per un aereo d'attacco al suolo. Il Pakistan apprezzò molto questo mezzo e come per lo J-6, lo modificò per adottare il seggiolino Martin Baker Mk.10 zero-zero (impiego anche a velocità zero e quota zero) ed i Sidewinder.
Verso la fine degli anni ottanta, i cinesi svilupparono due nuove versioni. La prima, il Q-5M, fu in collaborazione con l'Aeritalia italiana e montava un sistema di attacco navale simile a quello adottato dal caccia d'attacco leggero Aeritalia-AerMacchi-EMBRAER AMX. Il secondo, il Q-5K, fu costruito in collaborazione con la Thomson-CSF francese e montava un telemetro laser, un abitacolo aggiornato ed anche questa versione aveva un sistema di attacco navale. L'idea era quella di valutare entrambe le versioni e sceglierne una per la produzione di serie. Ma a seguito del massacro di piazza Tiananmen nel 1989, fu imposto un embargo alle armi e questa fu la fine della storia. Non è chiaro se il Q-5 sia ancora in produzione, ma certamente è ancora in servizio.

## Versioni
(lista parziale)
Q-5I
prima versione realizzata
Q-5I

Q-5IA

## Utilizzatori
Birmania
- Tatmdaw Lei

24 A-5C Fantan-A consegnati, 21 in servizio all'aprile 2018.
 Cina
- Zhongguo Renmin Jiefangjun Kongjun

500 esemplari consegnati, 118 in servizio al maggio 2018.
- Zhōngguó Rénmín Jiěfàngjūn Hǎijūn Hángkōngbīng

 Sudan
- Al-Quwwat al-Jawwiyya al-Sudaniyya

16 A-5A in servizio al luglio 2019.

## Ex Utilizzatori
Bangladesh
- Bangladesh Biman Bahini

16 A-5 IIIA in servizio dal 1991 al 2016.
 Corea del Nord
- Chosŏn Inmin Kun Konggun

40 Q-5IA consegnati, tutti ritirati al dicembre 2016.
 Pakistan
- Pakistani Fida'iyye

Ritirati a marzo 2011.